# Шкляр Сергій Сергійович
Сергій Сергійович Шкляр (нар. 2 вересня 1942, Армавір, Краснодарський край, РРФСР) — радянський футболіст, захисник та півзахисник.

## Кар'єра гравця
Вихованець футбольної школи Армавіра. У 1961 році виступав за краснодарський «Спартак». З 1962 по 1964 рік грав за ростовський СКА, в складі якого дебютував у вищій за рівнем лізі СРСР, де провів за цей час 33 зустрічі і забив 1 м'яч. Окрім цього, взяв участь у 6 поєдинках Кубка СРСР.
З 1965 по 1971 рік, з перервою, захищав кольори луганської (в 1971 році ворошиловградської) «Зорі», провів за цей час 153 матчі й забив 15 м'ячів у чемпіонатах й першості, і ще 6 зустрічей зіграв у Кубку СРСР. У 1966 році в складі команди став переможцем Другої групи Класу «А».
З 1968 по 1969 рік перебував у складі київського «Динамо», взяв участь у 8 іграх команди в сезоні 1968 року. У 1972 році виступав за донецький «Шахтар», в 36 зустрічах першості забив 1 м'яч і став срібним призером Першої ліги. Окрім цього, провів в тому сезоні 2 матчі в Кубку СРСР.

## Тренерська діяльність
У 1988 році очолював кинешемський «Волжанин». У клуб він прийшов разом з начальником команди Германом Забєліним. Також тренував «Атоммаш» (Волгодонськ), «Цемент» (Новоросійськ), Кубань (Краснодар), «Зоря-МАЛС» (Луганськ). Згодом тренував молодіжну збірну Ростовської області.
Працює дитячим тренером.

## Досягнення
- Друга група Класу «А»
  -  Чемпіон (1): 1966

- Перша ліга СРСР
  -  Срібний призер (1): 1972 (вихід у Вищу лігу)